# Amadeo di Saluzzo
Amadeo di Saluzzo (ur. 1361 – zm. 28 czerwca 1419) – krewny "awiniońskiego" antypapieża Klemensa VII, który w grudniu 1383 mianował go kardynałem-diakonem S. Maria Nuova. Administrator diecezji Valence et Die 1383-88. Kilkakrotnie był legatem Klemensa VII wobec królowej Joanny I Neapolitańskiej. Archidiakon Reims (od stycznia 1389) i Rouen (od października 1403). Uczestniczył w konklawe 1394, które wybrało antypapieża Benedykta XIII. Legat w Paryżu 1398–1401. Kardynał-protodiakon od 1403. W 1408 porzucił obediencję awiniońską i w następnym roku wziął udział w Soborze Pizańskim. Koronował wybranego wówczas antypapieża Aleksandra V i został jego legatem w Genewie. Uczestniczył w kończącym Wielką Schizmę Soborze w Konstancji 1414-18. Legat papieża Marcina V we Francji i w Niemczech. Zmarł w Saint-Donat w wieku 58 lat.